# Matt Kuchar
Matthew Gregory Kuchar, más conocido como Matt Kuchar (Winter Park, Florida, Estados Unidos, 21 de junio de 1978), es un golfista estadounidense que ha frecuentado los primeros diez lugares en la lista mundial de golfistas en distintos períodos desde 2010, alcanzando el cuarto lugar en junio de 2013.
Ha obtenido siete victorias en el PGA Tour, entre ellas el Players Championship 2012 y el WGC Match Play de 2013, en tanto que ha obtenido más de 70 top 10. Lideró la tabla de ganancias en la temporada 2010, acabó tercero en 2013, sexto en 2011 y noveno en 2014. Sus mejores actuaciones en los torneos mayores han sido el tercer lugar en el Masters de Augusta de 2012 y quinto en 2014, sexto en el Abierto de los Estados Unidos de 2010, noveno en el Abierto Británico de 2012 y décimo en el Campeonato de la PGA de 2010.
Kuchar también venció en la Copa Mundial de Golf de 2011 y la Copa de Presidentes de 2011 representando a Estados Unidos. Disputó tres ediciones de la Copa Ryder, logrando 5 puntos en 11 partidos.
Noviembre de este año 2018 ganó el Mayakoba Golf Classic, como anécdota contrató a un caddy local llamado David "el tucán" y con él consiguió la victoria.

## Carrera deportiva
Kuchar compitió en tenis en su infancia, que luego dejó por el golf. Después de graduarse de la secundaria en su Florida natal en 1996, Kuchar se matriculó en la universidad Georgia Tech. En paralelo a sus estudios, compitió en la selección de golf de dicha universidad, con la cual resultó All-American dos veces, triunfó en el Campeonato Estadounidense Amateur de 1997 y ganó el Premio Haskins 1998 al mejor golfista universitario.
Como amateur, Kuchar disputó seis torneos del PGA Tour en 1998, resultando 14º empatado en el Abierto de los Estados Unidos de 1998 y 21º empatado en el Masters de Augusta de 1998, en ambos casos resultando el mejor amateur. Continuó estudiando en Georgia Tech, aunque disputó otros cuatro torneos del PGA en 1999 como amateur, superando el corte en Augusta para terminar 50º.
En 2000, Kuchar se graduó de bachiller en administración y meses después se convirtió en profesional tras disputar el Abierto de Texas como invitado. Además de competir en la gira de desarrollo y en Canadá, México y Australia, disputó 11 torneos del PGA Tour de 2001, superando seis cortes y obteniendo un segundo lugar empatado en Texas, tercero empatado en Vancouver y dos 17º. Sus 572.000 dólares en premios equivalían al 90.º golfista en la lista de ganancias, lo que le permitió conseguir la tarjeta para disputar todos los torneos regulares en 2002.
En 27 torneos disputados, superó 14 cortes y obtuvo seis top 25. Comenzó la temporada terminando cuarto empatado en Hawái. En marzo ganó el Honda Classic, lo que lo colocó 50.º a nivel mundial y le habilitó a disputar los majors, aunque quedó fuera del corte en los cuatro. Terminó 22º en Atlanta, quinto empatado en el St. Jude Classic, noveno empatado en Tampa Bay, 14º en Kingsmill y segundo empatado en el Franklin Templeton Shootout. De este modo, el floridano quedó 49.º en la lista de ganancias del PGA Tour.
Kuchar superó solamente ocho cortes en 23 torneos disputados en 2003, rescatando apenas un 20º lugar en el St. Jude Classic y un 25º en el Torneo de Campeones. Estos resultados lo relegaron al 182º puesto en la lista de ganancias del circuito. En 2004, superó 13 cortes en 28 torneos, logrando un 16º en el Players Championship pero solamente otros dos top 25. Así, culminó 139.º en la tabla de ganancias.
El floridano tuvo otro mal año en 2005, al superar nueve cortes en 21 torneos, con un décimo en el Heritage, un 13.º en el John Deere y un 14.º en el Abierto de Canadá como mejores resultados. Quedó 159° en la lista de ganancias, lo que le significó perder la tarjeta del PGA Tour para 2006. No la obtuvo en la escuela clasificatoria y debió disputar la gira de desarrollo ese año. Consiguió una victoria y dos segundos lugares, un cuarto y un séptimo, además de superar 16 cortes en 21 disputas. Por tanto, alcanzó la décima colocación y recuperó la tarjeta del PGA Tour.
En 2007, Kuchar terminó tercero en Atlanta, sexto en el Pebble Beach National Pro-Am, 13º en el Memorial y 18º en Cancún. Con 16 cortes superados en 26 torneos, quedó 115.º en la tabla de ganancias. Este golfista también superó 16 cortes en 2008, esta vez obteniendo un segundo lugar en Las Vegas, un tercero en Cancún, cinco top 10 y ocho top 25. Así, escaló hasta la 70.ª posición en la lista de ganancias.
Kuchar consiguió cinco top 10, diez top 25 y 18 cortes superados en el PGA Tour 2009, quedando 77.º en la Copa FedEx. Días después logró en Turning Stone su segunda victoria en la gira, lo que lo catapultó al 24.º lugar en la tabla de ganancias de ese año y del 98.º puesto mundial al 56.º.
Su tercera victoria la obtuvo en el Barclays de 2010, lo que lo colocó por primera vez 10° en el ranking mundial de golfistas. Ese año consiguió terceros puestos en el WGC-CA Championship y el BMW Championship, 11 top 10 y 20 top 25. De este modo, terminó noveno en la Copa FedEx y obtuvo el Premio Arnold Palmer al golfista más premiado del PGA Tour. En los majors, resultó 24º en Augusta, sexto en el Abierto de los Estados Unidos, 27º en el Abierto Británico y décimo en el Campeonato de la PGA.
En el PGA Tour 2011, Kuchar logró nueve top 10 y 19 top 25 en 24 torneos, destacándose un segundo lugar en solitarios en el Barclays, un segundo lugar empatado en el Memorial y un tercer lugar en el WGC Match Play. Finalizó 12º en la Copa FedEx y sexto en la lista de ganancias, al sumarse victorias en el Charity Classic, la Copa Mundial de Golf y la Copa de Presidentes. A lo largo del año, fluctuó entre el sexto y el 13º puesto a nivel mundial.
El floridano obtuvo el Players Championship de 2012 y finalizó tercero empatado en el Masters de Augusta y noveno empatado en el Abierto Británico. Acumuló nueve top 10 y 13 top 25, resultando noveno en la Copa FedEx y 11º en la lista de ganancias del PGA Tour.
Kuchar ganó en 2013 el WGC Match Play y el Memorial Tournament, en tanto que resultó segundo en el Colonial Invitational y el Abierto de Canadá, tras lo cual resultó octavo empatado en Augusta, cuarto en el Campeonato Deutsche Bank y quinto en el Abierto de Hawái. De esta manera, se colocó tercero en la lista de ganancias del PGA Tour, acumulando ocho top 10 y 15 top 25 a lo largo de la temporada.
En la temporada 2014, Kuchar resultó primero en el Heritage, segundo en el Abierto de Houston, cuarto en la Copa Mundial de Golf, el Abierto de Texas y el Abierto de Canadá, y quinto en el Masters de Augusta y el Barclays. Este golfista acabó noveno en la lista de ganancias, con un total de 11 top 10 y 17 top 25.
En el PGA Tour 2015, Kuchar resultó segundo en el Humana Challenge, tercero en Hawái, quinto en el Heritage y séptimo en el Campeonato de la PGA y Canadá. Por otra parte, resultó primero en el Fiji International y segundo en el Abierto de Escocia.
En la temporada 2016 del PGA Tour, el estadounidense finalizó tercero en el Players Championship, el Campeonato Byron Nelson y el WGC-Bridgestone Invitational, y cuarto en el Memorial Tournament. Por otra parte, resultó tercero en los Juegos Olímpicos de Río de Janeiro.